# Comme ça vous chante, madame la gouvernante
Pour plus de détails, voir Fiche technique et Distribution.
Comme ça vous chante, madame la gouvernante (Ja zuster, nee zuster) est un film néerlandais réalisé par Pieter Kramer, sorti en 2002.

## Synopsis
Les histoires d'une pension de famille dans une petite ville néerlandaise.

## Fiche technique
- Titre : Comme ça vous chante, madame la gouvernante
- Titre original : Ja zuster, nee zuster
- Réalisation : Pieter Kramer
- Scénario : Harry Bannink, Frank Houtappels, Pieter Kramer et Annie M. G. Schmidt
- Musique : Raymund van Santen
- Photographie : Piotr Kukla
- Montage : Elja de Lange
- Production : Burny Bos, Michiel de Rooij et Sabine Veenendaal
- Société de production : Bos Bros. Film & TV Productions
- Pays :  Pays-Bas
- Genre : Comédie et film musical
- Durée : 100 minutes
- Dates de sortie : 
  - Pays-Bas : 3 octobre 2002

## Distribution
- Loes Luca : Zuster Klivia
- Tjitske Reidinga : Jet
- Waldemar Torenstra : Gerrit
- Edo Brunner : Bertus
- Lennart Vader : Bobby
- Beppe Costa : l'ingénieur
- Paul Kooij : le voisin
- Paul de Leeuw : Wouter
- Frits Lambrechts : Opa
- Pierre van Duijl : Zorba le Grec
- Raymonde de Kuyper : L'une des trois Trudie
- Trudy de Jong : L'une des trois Trudie
- Trudie Lute : L'une des trois Trudie
- Olga Zuiderhoek : Mevrouw de Rechter
- Henk Stuurman : M. Azalea
- Henny Westerveld : Mme. Azalea

## Distinctions
Le film a été présenté en sélection officielle en compétition lors de la Berlinale 2003.